# Jordgubbar med riktig mjölk
Jordgubbar med riktig mjölk är en svensk dramafilm från 2001 i regi av Joakim Ersgård.

## Handling
Rolf (Janne Carlsson) reser runt i Sverige på jakt efter annorlunda människor och/eller speciella platser som han sedan kan filma och visa i tv-programmet "På väg". Detta gör han, sedan många år, tillsammans med sin fotograf Ludvig (Patrik Ersgård). Programmet börjar dock bli lite förlegat och producenten har planer på att föryngra konceptet. Rolf, som gjort programmet till sitt hela liv, finns inte med i dessa planer.
Titeln Jordgubbar med riktig mjölk kommer av att i filmen menar Rolf att jordgubbarna serveras med mjölk som kommer "direkt från kor" och inte pastöriserad på mejeri som affärsköpt mjölk är.

## Rollista (i urval)
- Janne Carlsson – Rolf
- Patrik Ersgård – Ludvig
- Åsa Forsblad – Maria
- Anne-Li Norberg – Kajsa
- Per Morberg – Rune
- Tomas Fryk – Johan
- Nils Moritz – Kalle
- Tilde Fröling – Eva
- Steve Kratz – läkare
- Lotta Larsson - servitris
- Bo Brundin - Sigge
- Göran Forsmark - Einar
- Eva Uebel - Ida
- Ia Langhammer - Jessica
- Sture Hovstadius - Bror
- Mikael Rahm - Bonde
- Birgitta von Rosen - Birgitta